# Een heer van goeden huize
Een heer van goeden huize is een hoorspel naar het blijspel Ein besserer Herr (1926) van Walter Hasenclever. Het werd op 10 februari 1950 door de Hessischer Rundfunk uitgezonden en de VARA volgde op woensdag 21 december 1960. Willy Wielek-Berg vertaalde de tekst en S. de Vries jr. was de regisseur. Het hoorspel duurde 59 minuten.

## Rolbezetting
- Constant van Kerckhoven (de grootindustrieel Louis Compaß)
- Mien van Kerckhoven-Kling (zijn vrouw)
- Dick van ’t Sant (zijn zoon Harry)
- Els Buitendijk (zijn dochter Lia)
- Frans Somers (zijn secretaris)
- Jan Borkus (de huwelijkszwendelaar Hugo Möbius)
- Jan van Ees (zijn louche handlanger Rasper)
- Wiesje Bouwmeester (de weduwe Schnütchen)
- Tonny Foletta (de politieagent in het park)
- Rien van Noppen (de privédetective von Schmettau)
- Corry van der Linden (het dienstmeisje Aline)
- Ingrid van Benthem & Elly den Haring (twee dames met trouwbelofte)

## Inhoud
Directeur-generaal Compaß heeft zijn leven in minuten ingedeeld en verlangt ook van zijn familie uiterste klaarheid en zakelijkheid. Louter om het maatschappelijk aanzien houdt hij er een minnares op na. De 29-jarige Lia Compaß moet op wens van haar vader binnen de 24 uren getrouwd zijn. Broer en zus besluiten, een huwelijksadvertentie te plaatsen. Deze advertentie wordt door de charmante huwelijkszwendelaar Möbius gelezen en hij besluit er dadelijk op te antwoorden. Lia en Möbius zijn het dadelijk met elkaar eens. Hij liegt haar voor dat hij een Afrikareiziger is en uit Zanzibar komt. Bij een bezoek aan Möbius' bureau verneemt Lia echter de waarheid. Ze is na haar aanvankelijke ontzetting zo onder de indruk van zijn bekwaamheid in zaken, dat ze besluit met hem te trouwen. De vader wil Möbius laten arresteren. Die imponeert hem evenwel zo, dat hij een weddenschap met hem aangaat: zou hij de vrouwen die hij om hun geld bedroog kunnen bijeenbrengen en kalmeren, zodat ze hem niet gaan aanklagen? Voor die vergadering stelt Compaß een zaal ter beschikking. Möbius wint de weddenschap, en niets staat een algemene happy end meer in de weg…